# Retinopati
Retinopati är en kärlförändring i ögats näthinna till exempel blödning eller ödem, som kan förekomma vid diabetes eller hypertoni.